# Kara Davud Pascià
Kara Davud Pascià (noto anche come semplicemente Davud Pascià o come Hain Davud Pascià, letteralmente "Davud Pascià il traditore"; Eyalet di Bosnia, 1570 – Istanbul, 18 gennaio 1623) è stato un politico e militare ottomano di origine bosniaca.
Viene citato un Kara Davud di origine croata e nato intorno al 1556 chi potrebbe essere la stessa persona ma le fonti ottomane generalmente lo indicano come bosniaco. Per un breve periodo fu Gran visir dell'Impero Ottomano nel 1622, durante il regno di suo cognato Mustafa I.
La sua prima posizione fu di Kethüda sotto Mehmet III (1595-1603) poi venne nominato Kapıcıbaşı sotto Ahmed I (1603-1617). Fu nominato Beilerbei di Rumelia e poco dopo visir. Sposò Şah Sultan, figlia di Mehmet III e Halime Sultan, nel 1604. Ebbero un figlio e una figlia. Prestò servizio contro i ribelli Celali in Asia Minore e nella campagna di Yerevan contro i Safavidi (1612). Divenne Capitan pascià per un breve periodo durante il primo regno di Mustafa I (1617-1618). Con Osman II (1618-1622) fece la Battaglia di Chocim (1621) contro la Polonia.
Fu nominato Gran Visir il 20 maggio 1622 grazie all'influenza della Valide Sultan Halime madre di Mustafa. Fu l'esecutore dell'esecuzione di Osman II, ma fu destituito il 13 giugno 1622, ma la reazione pubblica costrinse Halime, che pure aveva dato l'ordine, a sacrificarlo, insieme agli altri responsabili della morte di Osman, per mantenere il potere e il trono per suo figlio.